# سیتی ژورنال
سیتی ژورنال (انگلیسی: City Journal) یک مجله و همین‌طور وب‌سایت دربارهٔ سیاستگذاری عمومی است که توسط مؤسسه تحقیقات سیاست منهتن منتشر شده‌است و طیف گسترده‌ای از موضوعات را شامل می‌شود؛ از استراتژی پلیس، اصلاحات آموزش و سیاست‌های اجتماعی گرفته تا معماری شهری، فرهنگ خانواده، نظریه‌های معاصر برخاسته از دانشکده‌های حقوق، بنیادهای خیریه و سازمان‌های بهداشت عمومی. انتشار این مجله از سال ۱۹۹۰ آغاز شد.